# Kymco

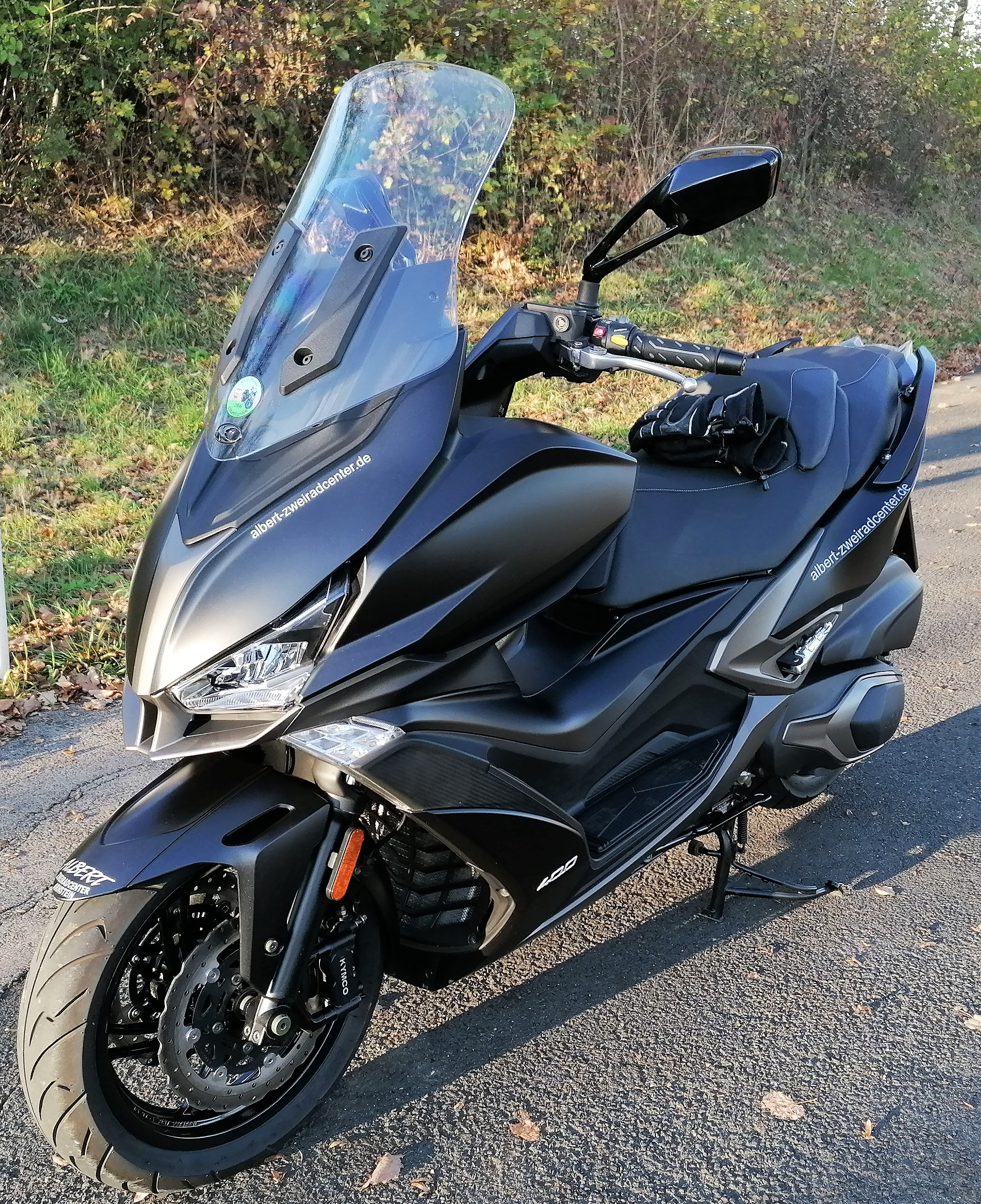
Skuter Kymco Xciting

Kwang Yang Motor Company (chiń. 光陽工業), w skrócie Kymco – tajwański największy producent skuterów, motocykli, i quadów, powstały w 1963 roku w wyniku kooperacji z Honda Corporation.

## Historia
Przez pierwsze 30 lat istnienia Kymco zajmowało się produkcją motocykli i skuterów na licencji Hondy oraz dostarczaniem części motocyklowych, silnikowych oraz samochodowych dla japońskich fabryk Hondy. Od 1993 wszystkie motocykle są produkowane samodzielnie pod marką Kymco, ale technologie ściśle bazują na tych, tworzonych przez Hondę. W 1998 roku akumulowana produkcja wytwórni osiągnęła poziom 6 milionów sztuk.
W 2000 roku KYMCO było największym producentem skuterów na Tajwanie i 5 największym na świecie. W 2008 KYMCO zaczęło produkować silniki dla BMW G450X Enduro bike. W 2013 wspólnie z Kawasaki zaczęli robić skuter J300, bazując na 300i od KYMCO.

## Produkty

### Skutery
- 150XLS
- Activ 50/125
- Agility 50/125
- Agility City A/C 125/150/200
- Agility 16+ 300I
- KB 50
- CV 3 550i
- AK550
- Bet & Win 50/125/150/250 (also known as Ego)
- Caro 100
- Cherry 50/100
- Cobra Cross 50
- Cobra Racer 50/100
- Compagno 110i
- Dink 50 A/C
- Dink L/C
- Dink/Yager 125
- Dink 150/200
- DJ 50 S
- Downtown 125i/200i/250i/300i/350i
- Nikita 300/125 (known as Downtown in the U.S., Canada and Europe)
- Easy 100 (also known as Free LX 100/110)
- Ego 125
- Espresso 150
- Famous 110
- Filly 50LX
- G3
- Grand Dink (known as Grand Vista in the U.S. and the Frost in Canada) 125/150/250
- Heroism 125/150-豪邁
- Jockey 125
- Like 50/125/200i/200i XL/125 EV
- Miler 125
- Movie 50
- Movie XL 125/150
- MyRoad 700i
- New Sento 110cc
- People 50
- People S 50
- People 125
- People S 125
- People 150
- People S 200
- People S 200 i
- People 250
- People S 250
- People S 250i
- People S 300i >2008
- People GT 200i/300i
- People One 125i
- Sento 50
- Sento 100
- Sooner 100
- Super 8 125/150
- Super 9
- Top Boy 50 On/Off Road
- V-Link
- Vitality 50 (2 stroke and 4 stroke models)
- Vivio 125
- VJR 125
- Xciting 250/300/300 Ri/400I/500/500 Ri
- X-Town 300i
- Yager 125
- Yager GT 125
- Yager GT 200i
- Yup 50/250
- ZX 50

### Motocykle
- Activ 110/125
- Axr 110
- Cruiser 125
- CK1 125
- Grand King 125/150
- Hipster 125 2V
- Hipster 125 4V (H/Bar and L/Bar)
- Hipster 150
- Jetix 50/125
- KTR/KCR 125/150
- K-Pipe 50/125
- Pulsar/CK 125
- Pulsar Luxe 125
- Pulsar S 125
- Quannon (known as KR Sport in the U.S.)
  - Kymco Quannon 125/150/150 Fi
  - Kymco Quannon Naked 125
- Spade 150
- 2018 Kymco Spade 150 Spike 125
- Stryker 750 (on- and off-road)
- Stryker 550 (on- and off-road)
- Visa R110
- VSR 125i
- Venox 250
- Venox 1000i
- Zing 125/150

### ATV
- KXR 50/90
- KXR 250 (on-road)
- Maxxer 300 450i
- Mongoose KXR250
- MXer 50
- MXer 125
- MXer 125 (on-road)
- MXer 150
- MXer 150 (on-road)
- MXU 50/150/250/300/400/500/500i IRS
- MXU 450i/550i/700i
- UXV 450i/500i/700i